# Phryneta densepilosa
Phryneta densepilosa là một loài bọ cánh cứng trong họ Cerambycidae.